# 劉千石
劉千石，JP（1944年9月12日—），生於廣州，1950年代被打為黑五類而在1962年逃港。香港立法會議員（1991-1997、1998-2008）。香港職工會聯盟（職工盟）創會主席及前會長。

## 簡歷

### 早年工運參與
廣東順德人。父親與叔伯一輩均從商，1950年代土改、鎮反、反右受衝擊，父親在1960年（時年56歲）目睹右派鄰居被抓後恐懼猝死，叔父在40多歲離世，其他堂兄也在40歲左右離世。就讀廣州市穗城（越秀）中學（小學部），畢業於竹朋小學，後來入讀黑五類子弟學校廣州市第三十五中學（初中），畢業於廣州市培英中學高中年級。因為黑五類身分難尋工作，1962年從廣州逃港。1980年代初開始參與工會運動。1989年，北京發生「六四事件」。他加入支聯會，支持八九民運，自此被沒收回鄉證，不能返回中國內地。1990年4月，香港民主黨前身香港民主同盟成立，劉千石成為創黨黨員之一。1990年7月，香港職工會聯盟成立，劉千石當選主席。

### 立法會生涯
1991年起，他一直獲選為立法局（1991－1997）和立法會（1998－2008）議員。
1994年12月，劉千石因抗議香港政府偏袒資方而撤回《僱傭條例》草案，憤而辭去立法局議員職務，成為首位因抗議政府而辭職的立法局議員。職工盟的李卓人在補選中以無競爭對手情況下自動當選。同年的最後一屆立法局選舉，劉千石重回立法局。1997年6月30日，隨其他民主派的立法局議員一同「落車」，以示抗議臨時立法會。
2000年5月，沒有回鄉證的劉千石在當時的香港行政長官董建華的協助下，首次獲發回鄉證返廣州探望當時病重的母親，其後更可一直返回中國大陸。6月，他因同時持有民主黨和前線的會籍，遭民主黨革除黨籍。
2004年6月，劉千石突然提出泛民主派應與中華人民共和國政府「大和解」，「加強彼此互信和溝通」，但遭泛民主派同僚指責此舉是討好中央，以換取更多機會返廣州探望母親。此後，他表現十分低調，甚少出席泛民主派的遊行活動，而他在立法會的投票意向亦偶然與其他民主派議員不同。
2005年6月，劉千石、鄭經翰和陳偉業在2005年香港特別行政區行政長官選舉提名曾蔭權，而沒有提名支持由大部份泛民主派推舉的李永達。
2005年12月21日，劉千石在立法會2007年及2008年香港政治制度改革方案投下棄權票，是唯一投棄權票的議員，也是25位泛民主派議員中唯一沒投反對票的。他在發言時說：「無論這次政改方案是獲得通過抑或被否決，都有一半人會失望。」最後，該政改方案得到34票贊成，24票反對，1票棄權，因沒得到最少三分之二議員支持而遭否決。
2008年爭取連任時，他拒絕出席所有公開論壇及活動，最終得票不足，終結在香港立法機關近17年的議政生涯，末席由梁美芬取。選後劉千石在香港電台一節目上，證實自己患上直腸癌，惟病情仍受到控制。其後逐漸淡出香港政壇。

### 後立法會時期
2011年2月，劉千石被香港特區政府任命為首屆最低工資委員會的委員，且一直獲得委任直至2025年2月28日為止。
2015年12月，劉千石接受香港電台第一台香港家書訪問。
2017年2月，公開支持林鄭月娥陣營。

## 外部連結
- 昨日劉千石 今天民主黨 （页面存档备份，存于）